# Kronos Digital Entertainment
Kronos Digital Entertainment war ein US-amerikanischer Entwickler für Videospiele, der zu Beginn Computeranimationen, beispielsweise für das Fernsehen, erstellte. Die 1993 gegründete Firma hatte ihren Sitz in Pasadena, Kalifornien und wurde vor allem durch die beiden Fear-Effect-Spiele für Sonys PlayStation bekannt.
Die erste Veröffentlichung für die damals neue PlayStation, das Beat’em Up Criticom, wurde laut Präsident Stanley Liu in nur vier Monaten für den Publisher Vik Tokai entwickelt. Zwar hätte allein die Einarbeitung in die für die Programmierer neue PlayStation-Hardware diese Zeit in Anspruch genommen, doch Vik Tokai bot ausreichend Geld, so dass das Spiel trotz Zeitmangels produziert wurde. Die Folge waren erhebliche technische und spielerische Mängel und als Folge negative Reviews der Fachpresse. Die bekannteste Entwicklung für die PC-Plattform ist das interaktive Horroradventure Phantasmagoria. Mit der Einstellung des dritten Fear-Effect-Spiels endete auch das Engagement der Firma im Spielebereich.

## Ludografie
- 1995: Phantasmagoria (PC)
- 1995: X-Perts (Sega Mega Drive)
- 1995: Criticom (PlayStation; 1997 für Sega Saturn umgesetzt)
- 1997: Dark Rift (Nintendo 64)
- 1997: Meat Puppet (PC)
- 1998: Cardinal Syn (PlayStation)
- 2000: Fear Effect (PlayStation)
- 2001: Fear Effect 2 – Retro Helix (PlayStation)
- 2002: Fear Effect 3 – Inferno (PlayStation 2) (unveröffentlicht)